# Den Danske (Mika Vandborg-album)
Den Danske er fjerde studiealbum fra den danske rockguitarist, Mika Vandborg - det første på dansk. Albummet udkom 2. februar 2022 hos Gateway Music.

## Spor
1. "Hvilken Hånd Vil Du Ha'" - (03:22)
2. "Snestorm" - (02:56)
3. "Et Skridt Frem og To Tilbage" - (04:10)
4. "Lukkede Øjne" - (03:12)
5. "Lad Dem Komme" - (04:21)
6. "Booker Blues" - (04:58)
7. "Kig Op" - (02:32)
8. "Nu Kommer Solen" - (03:32)
9. "Et Liv Tilbage" - (04:09)
10. "Men En Dag Vil Du Være Forsvundet og Pist Væk" - (04:52)
11. "Solsortens Hemmelighed" - (03:29)
12. "Elsker Danmark" - (02:48)